# Берг (Баден-Вюртемберг)
Берг (нім. Berg) — громада в Німеччині, знаходиться в землі Баден-Вюртемберг. Підпорядковується адміністративному округу Тюбінген. Входить до складу району Равенсбург.
Площа — 28,41 км2. Населення становить 4534 ос. (станом на 31 грудня 2020).